# Lijst van voorzitters van de Grote Nationale Assemblee van Turkije
Dit is een chronologische lijst van voorzitters van de Grote Nationale Assemblee van Turkije, het Turkse parlement.

## Voorzitters
|                           | Naam                      | Foto                      | Periode                   | Periode                   | Partij                                       |
| Grote Nationaal Assemblee | Grote Nationaal Assemblee | Grote Nationaal Assemblee | Grote Nationaal Assemblee | Grote Nationaal Assemblee | Grote Nationaal Assemblee                    |
| ------------------------- | ------------------------- | ------------------------- | ------------------------- | ------------------------- | -------------------------------------------- |
| 1                         | Mustafa Kemal Atatürk     |                           | 24 april 1920             | 29 oktober 1923           | Republikeinse Volkspartij                    |
| 2                         | Fethi Okyar               |                           | 1 november 1923           | 22 november 1924          | Republikeinse Volkspartij                    |
| 3                         | Kâzım Özalp               |                           | 26 november 1924          | 1 maart 1935              | Republikeinse Volkspartij                    |
| 4                         | Abdülhalik Renda          |                           | 1 maart 1935              | 5 augustus 1946           | Republikeinse Volkspartij                    |
| 5                         | Kâzım Karabekir           |                           | 5 augustus 1946           | 26 januari 1948           | Republikeinse Volkspartij                    |
| 6                         | Ali Fuat Cebesoy          |                           | 30 januari 1948           | 1 november 1948           | Republikeinse Volkspartij                    |
| 7                         | Şükrü Saracoğlu           |                           | 1 november 1948           | 22 mei 1950               | Republikeinse Volkspartij                    |
| 8                         | Refik Koraltan            |                           | 22 mei 1950               | 27 mei 1960               | Democratische Partij                         |
| Huis van Afgevaardigden   |                           |                           |                           |                           |                                              |
| -                         | Kâzım Orbay               |                           | 9 januari 1961            | 26 oktober 1961           | Onafhankelijk                                |
| Nationaal Assemblee       |                           |                           |                           |                           |                                              |
| 9                         | Fuat Sirmen               |                           | 1 november 1961           | 10 oktober 1965           | Republikeinse Volkspartij                    |
| 10                        | Ferruh Bozbeyli           |                           | 22 oktober 1965           | 1 november 1970           | Gerechtigheidspartij                         |
| 11                        | Sabit Osman Avcı          |                           | 26 november 1970          | 14 oktober 1973           | Gerechtigheidspartij                         |
| 12                        | Kemal Güven               |                           | 18 december 1973          | 5 juni 1977               | Republikeinse Volkspartij                    |
| 13                        | Cahit Karakaş             |                           | 17 november 1977          | 12 september 1980         | Republikeinse Volkspartij                    |
| Raadgevende Assemblee     |                           |                           |                           |                           |                                              |
| -                         | Sadi Irmak                |                           | 27 oktober 1981           | 4 december 1983           | Onafhankelijk                                |
| Grote Nationaal Assemblee |                           |                           |                           |                           |                                              |
| 14                        | Necmettin Karaduman       |                           | 4 december 1983           | 29 november 1987          | Moederlandpartij                             |
| 15                        | Yıldırım Akbulut          |                           | 24 december 1987          | 9 november 1989           | Moederlandpartij                             |
| 16                        | İsmet Kaya Erdem          |                           | 21 november 1989          | 20 oktober 1991           | Moederlandpartij                             |
| 17                        | Hüsamettin Cindoruk       |                           | 16 november 1991          | 1 oktober 1995            | Partij van het Rechte Pad                    |
| 18                        | İsmet Sezgin              |                           | 18 oktober 1995           | 24 december 1995          | Partij van het Rechte Pad                    |
| 19                        | Mustafa Kalemli           |                           | 25 januari 1996           | 30 september 1997         | Moederlandpartij                             |
| 20                        | Hikmet Çetin              |                           | 16 oktober 1997           | 18 april 1999             | Republikeinse Volkspartij                    |
| (15)                      | Yıldırım Akbulut          |                           | 20 mei 1999               | 30 september 2000         | Moederlandpartij                             |
| 21                        | Ömer İzgi                 |                           | 18 oktober 2000           | 3 november 2002           | Partij van de Nationalistische Beweging      |
| 22                        | Bülent Arınç              |                           | 19 november 2002          | 9 augustus 2007           | Partij voor Rechtvaardigheid en Ontwikkeling |
| 23                        | Köksal Toptan             |                           | 9 augustus 2007           | 9 augustus 2009           | Partij voor Rechtvaardigheid en Ontwikkeling |
| 24                        | Mehmet Ali Şahin          |                           | 9 augustus 2009           | 4 juli 2011               | Partij voor Rechtvaardigheid en Ontwikkeling |
| 25                        | Cemil Çiçek               |                           | 4 juli 2011               | 7 juni 2015               | Partij voor Rechtvaardigheid en Ontwikkeling |
| 26                        | İsmet Yılmaz              |                           | 1 juli 2015               | 1 november 2015           | Partij voor Rechtvaardigheid en Ontwikkeling |
| 27                        | İsmail Kahraman           |                           | 22 november 2015          | 7 juli 2018               | Partij voor Rechtvaardigheid en Ontwikkeling |
| 28                        | Binali Yıldırım           |                           | 12 juli 2018              | 18 februari 2019          | Partij voor Rechtvaardigheid en Ontwikkeling |
| 29                        | Mustafa Şentop            |                           | 24 februari 2019          | 2 juni 2023               | Partij voor Rechtvaardigheid en Ontwikkeling |
| 30                        | Numan Kurtulmuş           |                           | 7 juni 2023               | huidig                    | Partij voor Rechtvaardigheid en Ontwikkeling |